# ستيفن سينغلتون (عازف ساكسفون)
ستيفن سينغلتون (بالإنجليزية: Stephen Singleton)‏ هو عازف ساكسفون بريطاني، ولد في 17 أبريل 1959 في شفيلد في المملكة المتحدة.

## وصلات خارجية
- ستيفن سينغلتون على موقع IMDb (الإنجليزية)
- ستيفن سينغلتون على موقع ميوزك برينز (الإنجليزية)
- ستيفن سينغلتون على موقع أول ميوزيك (الإنجليزية)
- ستيفن سينغلتون على موقع ديسكوغز (الإنجليزية)